# 長流川橋
長流川橋（おさるがわばし）は、日本の北海道伊達市長和町の長流川に架かる、東日本高速道路（NEXCO東日本）道央自動車道の橋梁。
高速道路が河川を渡る橋梁として日本最長の1,772.5mであり、橋の手前に「高速道日本一 橋長1,770m」の橋梁標識がある。

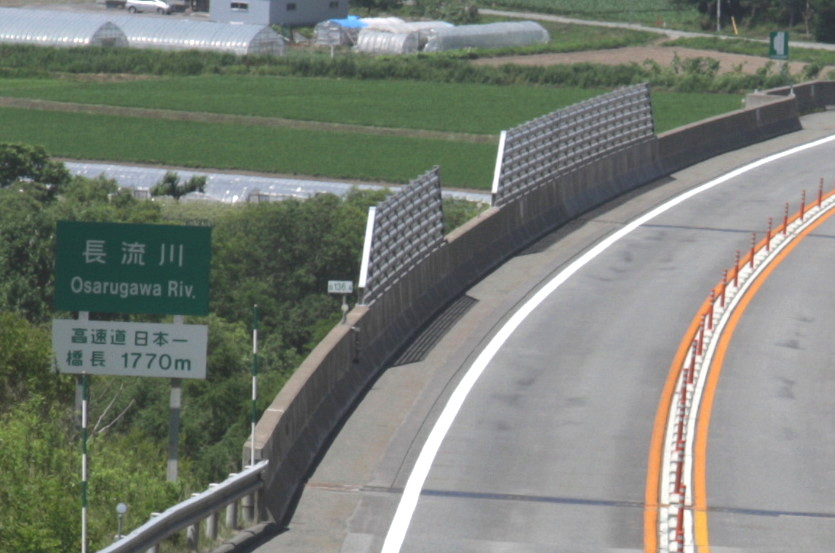
長流川橋「高速道日本一 橋長1770m」橋梁標識
上館山跨道橋より俯瞰

## 橋の概要

### 規模
- 種別 - 鉄筋コンクリート道路橋
- 形式 - PC3径間連続ラーメン箱桁橋[1]、PC4径間連続ラーメン箱桁橋 [1]
- 橋長 - 1772.50 m [1]
- 支間 - 40 m [2]
- 幅員 - 10 m [2]
- 車線 - 暫定2車線
- 工期 - 1991年（平成3年）8月〜1994年（平成6年）3月 [1]
- 施主 - 日本道路公団
- 設計 -千代田コンサルタント・大和設計・日本建設コンサルタント
- 施工 - ピーエス・富士ピー・エスJV、ドーピー・日本高圧JV